# Gerolstein (Verbandsgemeinde)
Gerolstein est une Verbandsgemeinde (collectivité territoriale) de l'arrondissement de Vulkaneifel dans la Rhénanie-Palatinat en Allemagne. Le siège de cette Verbandsgemeinde est dans la ville de Gerolstein.
La Verbandsgemeinde de Gerolstein consiste en cette liste d'Ortsgemeinden (municipalités locales) :

Localisation de la Verbandsgemeinde de Gerolstein dans l'arrondissement de Vulkaneifel

| 1. Berlingen 2. Birresborn 3. Densborn 4. Duppach 5. Gerolstein 6. Hohenfels-Essingen 7. Kalenborn-Scheuern | 1. Kopp 2. Mürlenbach 3. Neroth 4. Pelm 5. Rockeskyll 6. Salm |